# À l'Olympia 89
Pour les articles homonymes, voir À l'Olympia.
Albums de Véronique Sanson
Moi le venin Symphonique Sanson
À l'Olympia 89 est un album live de la chanteuse Véronique Sanson, sorti en 1989.
À noter sur cet album la présence de Manu Katché à la batterie dont le jeu se fait entendre dès le début du concert. L’album inclut une chanson inédite, signée par Sanson, « Je les hais », ainsi que le titre « Saint-Lazare » (dans une version écourtée), écrit par Aristide Bruant en 1887.

## Titres
| No  | Titre                    | Durée |
| --- | ------------------------ | ----- |
| 1.  | Bernard's song           | 4:15  |
| 2.  | Caméléon                 | 4:08  |
| 3.  | L'amour est différent    | 3:59  |
| 4.  | Marie                    | 5:06  |
| 5.  | Alia Souza               | 2:46  |
| 6.  | Un peu d'air pur, et hop | 5:48  |
| 7.  | Mortelles pensées        | 4:04  |
| 8.  | Je les hais              | 4:17  |
| 9.  | Radio vipère             | 5:45  |
| 10. | Le Maudit                | 5:04  |
| 11. | Jet set                  | 2:45  |
| 12. | Le désir                 | 4:18  |
| 13. | Doux dehors, fou dedans  | 4:08  |
| 14. | Saint-Lazare             | 2:25  |
| 15. | Paranoïa                 | 4:19  |
| 16. | On m'attend là-bas       | 5:27  |
| 17. | Full tilt frog           | 2:56  |